# Halicyclops denticulatus
Halicyclops denticulatus – gatunek widłonoga z rodziny Halicyclopidae. Nazwa naukowa tych skorupiaków została opublikowana w 1960 roku przez niemieckiego zoologa Friedricha Kiefera.